# Marvel Snap
Marvel Snap — видеоигра в жанре коллекционная карточная игра, разработанная компанией Second Dinner и изданная Nuverse для Windows, Android и iOS. В игре представлена коллекция различных персонажей из вселенной Marvel. Игра была выпущена 18 октября 2022 года, после периода бета-тестирования.
Игровой процесс Marvel Snap относительно прост по сравнению с другими коллекционными карточными играми, и отдельные игры обычно длятся всего несколько минут.

## Игровой процесс
Каждый матч состоит из шести ходов, на первых трёх из которых открываются три локации — три игральных стола, которые могут взаимодействовать друг с другом, как и карты на них. Задача игрока — иметь превосходство на двух или более локациях. Для удерживания превосходства на локации сумма сил карт(ы) игрока должна быть больше, чем у противника, если в особенности локации не написано обратное. Каждая карта имеет стоимость в энергии. В начале матча у каждого игрока одна единица энергии, с каждым ходом энергии становится больше, неизрасходованная в прошлом ходу энергия не переносится. Большинство карт имеет уникальные способности — возможность перемещаться между локациями, уничтожать другие карты, усиливать или ослаблять. Например, карта Человека-паука при раскрытии перемещается в другую локацию и перемещает туда же одну карту противника, карта Росомахи при сбросе или уничтожении восстанавливается на случайной локации и получает +2 к силе, карта Железного человека удваивает силу локации. Локации (кроме "Руин") также имеют уникальные способности: Центральный вокзал кладёт на себя по карте из руки каждого игрока на пятом ходу, Пик меняет местами силу и стоимость в энергии у всех карт в руках игроков. В конце матча каждый игрок получает бустеры для прокачки карт.
Игроки поднимаются по рейтинговой лестнице игры, зарабатывая «кубы». Игра начинается с одного куба в качестве ставки, игрок может удвоить их «щёлкнув» (от англ. Snap) в любое время, в конце игры количество кубов удваивается самостоятельно, максимальная ставка — 8. Игрок в любой момент может сбежать, чтобы потерять меньше кубов. Дизайнер Кент-Эрик Хэгман сравнил механику с кубом удвоения с традиционной настольной игрой нарды. Накапливая кубы, игрок продвигается в рейтинге, за каждый ранг получая награды. В игре есть еженедельные и сезонные задания, за выполнение которых игрок получает кредиты и очки боевого пропуска, в котором также можно получить кредиты, бустеры, золото (для покупок вариаций, наборов и тех же кредитов в магазине) вариации, рубашки карт и коробки со схожим наполнением. Прокачивая карты, игрок улучшает их внешний вид и повышает уровень коллекции (по факту, уровень собственного аккаунта), в которой, помимо всего прочего, можно получить новые карты.

## Персонажи
Персонажи и локации добавляются каждую неделю. На момент бета-релиза в игре было более 150 героев и более 50 уровней.

## Монетизация
Игра основана на модели free-to-play, включающей микротранзакции для покупки обликов и боевого пропуска. Бета-версия включала в себя коробки с добычей, которые приобретались за внутриигровую валюту или реальные деньги, что вызвало споры среди игроков. Платные ящики отсутствуют в финальной версии игры.

## Разработка
Marvel Snap — дебютная игра от игровой компании Second Dinner, она основана бывшими разработчиками Hearthstone Беном Броудом, Ен Ву и Гамильтоном Чу. Изначально игра вышла в бета-версии, режим игры с реальными игроками появился позже.

## Отзывы критиков
| Сводный рейтинг       | Сводный рейтинг |
| Агрегатор             | Оценка          |
| --------------------- | --------------- |
| Metacritic            | 85/100          |
| Иноязычные издания    |                 |
| Издание               | Оценка          |
| GameSpot              | 9/10            |
| GamesRadar+           | [ 21 ]          |
| IGN                   | 8/10            |
| Shacknews             | 9/10            |
| TouchArcade           | [ 24 ]          |
| Русскоязычные издания |                 |
| Издание               | Оценка          |
| StopGame.ru           | «Изумительно»   |

Игра получила положительные отзывы.